# 이재포
이재포(李載鋪, 1960년 3월 16일~)는 대한민국의 전직 희극인 겸 방송인 출신의 출판인 겸 언론기업인이다. 2014년 1월 연초에 지난 37년간 활약한 연극배우 및 희극인 겸 연기자 및 방송인 분야에서 모두 은퇴했다.

## 경력
- 경상남도 진해에서 출생하였으며, 한때는 경상남도 진주시에서 잠시 유아기를 보낸 적이 있다.
- 1977년 연극배우 첫 데뷔.
- 2년제 경기용인대한유도학교 1학년 중퇴.
- 1981년 KBS 한국방송공사 개그 콘테스트 데뷔.
- 1983년 MBC 문화방송 개그 콘테스트 이전.
- 신아일보 정치부 기자
- 신아일보 홍보이사
- 법무부 범죄예방위원회 연예인위원

## 생애
이재포는 1959년 경상남도 진해시에서 출생했다. 1977년 연극배우 첫 데뷔하였고 1981년 KBS 한국방송공사 개그 콘테스트로 정식 데뷔하였다. 1983년 MBC 문화방송 개그콘테스트로 이전하였으며 군 복무를 마친 이후 1989년 결혼하여 슬하 2남을 두었다.
희극배우로 데뷔를 하였지만 희극인으로써는 크게 빛을 보지 못하였고, 결국 1990년대 이후로는 연기자로 전향하였다.
2006년부터 2013년까지 신아일보에서 정치부 기자·정치국 기자로 활동하였으며, 2013년 신아일보 정치국 부국장 직위를 끝으로 퇴임하였다.
2014년 7월 30일에 열린 7.30 재보궐 선거에서 경기도 김포시 국회의원 후보에 무소속으로 정식 출마하였으며 낙선하였다.
현재는 중앙출판사 회장이다.

## 전과
- 도로교통법위반(음주운전): 벌금 150만원 - 2003년 9월 2일 선고[4]
- 도로교통법위반(음주운전), 도로교통법위반(무면허운전): 벌금 200만원 - 2008년 11월 7일 선고[4]
- 도로교통법위반(음주운전), 도로교통법위반(무면허운전): 벌금 300만원 - 2009년 9월 15일 선고[4]
- 도로교통법위반(무면허운전): 벌금 200만원 - 2010년 10월 13일 선고[4]

### 허위기사 작성 징역 1년 6월
배우 반민정이 조덕제를 성추행 혐의로 고소하자 반민정에 대한 악의적 내용을 담은 허위기사를 작성한 혐의로 2018년 6월에 기소되어 2심에서 징역 1년 6개월형을 선고받았다.
그리하여 결국 이재포는, 아무리 4년 전에 은퇴까지 선언한 전직 연예인 출신임에도 불구하고 2018년 10월 5일 금요일을 기해, KBS 출연정지 및 출연금지 명단에 올랐다.

## 출연작

### 텔레비전 드라마
- 《사랑과 야망》
- 《밥을 태우는 여자》
- 《제4공화국》 - 중앙정보부 궁정동 안전가옥 경비원 이석태 역
- 《의가형제》 - 강릉병원 원무과 여선태 역
- 《킬리만자로의 표범》 - 관일 역
- 《7인의 신부》
- 《은실이》 - 허동만 역
- 《시트콤 LA아리랑》
- 《여자 대 여자》
- 《시트콤 립스틱》 - 특별출연
- 《KBS 드라마시티 - 잘가요 내사랑》 - 특별출연
- 《내가 사는 이유》
- 《별은 내 가슴에》
- 《전원일기》 ... 감사원 예하 파견원 역(단역, 1997년)
- 《시트콤 남자 셋 여자 셋》 - 단역(1997년)
- 《허준》 - 장만수 의원 역
- 《여자만세》
- 《시트콤 세 친구》 - 포커페이스 스타일 엽기 택시 기사, 정육점 주인 역(카메오 단역, 2000년)
- 《야인시대》 - 왕발 역
- 《단팥빵》 - 학생주임 교사 역 (특별출연)
- 《영웅시대》
- 《연개소문》
- 《대조영》 - 천가 역
- 《불멸의 이순신》 - 우치적 역
- 《왕의 여자》 - 시마즈 요시히로 역
- 《요정컴미》 - 대장버그 역
- 《이색극장 두 남자 이야기》
- 《박치기왕》 ... 호미 역
- 《그대로도 괜찮아》
- 《EBS TV로 보는 원작동화 - 플루토 비밀결사대》
- 《산 너머 남촌에는 2》 ... 양 계장 역
- 《게임의 여왕》 ... 박 이사 역

### 영화
- 《하얀 노을》
- 《할렐루야》
- 《A+삶》
- 《들개들》

### TV 프로그램
- 《웃으면 복이와요》 (MBC)
- 《일요일 밤에 대행진》 (MBC)
- 《폭소대작전》 (MBC)
- 《천하한마당》 (MBC)
- 《청춘만만세》 (MBC)
- 《청춘행진곡》 (MBC)
- 《일요일 일요일 밤에》 (MBC)
- 《코미디 세상만사》 (MBC)
- 《오늘은 좋은날》 (MBC)
- 《테마게임》 (MBC)
- 《가족오락관》 (KBS1)
- 《TV는 사랑을 싣고》(KBS1)
- 《여유만만》 (KBS2)
- 《토크 쇼 택시》 (tvN)
- 《썰전》 (JTBC)

### 라디오 프로그램
- 《EBS 책 읽는 라디오 낭독 시리즈》(EBS FM, 2016년 5월)

## 인간 관계
- 희극인 김형곤(2006년 병사), 최병서, 배영만과 절친한 친구 관계이다.

## 수상 및 경력
- 1989년 MBC 연기대상 신인연기상
- 1991년 MBC 연기대상 연기공로상
- 2001년 법무부 범죄예방위원회 연예인위원

## 역대 선거 결과
| 실시년도 | 선거        | 대수 | 직책     | 선거구      | 정당   | 득표수  | 득표율         | 순위 | 당락 | 비고 |
| -------- | ----------- | ---- | -------- | ----------- | ------ | ------- | -------------- | ---- | ---- | ---- |
| 2014년   | 7.30 재보선 | 19대 | 국회의원 | 경기 김포시 | 무소속 | 1,884표 | \| \| 2.08% \| | 3위  | 낙선 |      |
|          | 2.08%       |      |          |             |        |         |                |      |      |      |